# Sterling (Nebraska)
Sterling je selo u američkoj saveznoj državi Nebraska. Prema popisu stanovništva iz 2010. u njemu je živjelo 476 stanovnika.